# بيل غيلمور (سياسي)
بيل غيلمور هو سياسي كندي، ولد في 29 ديسمبر 1942. نشط حزبياً في Canadian Alliance ‏. وقد انتخب عضو مجلس العموم الكندي عن دائرة Nanaimo—Alberni ‏ وقد انضم خلال فترته النيابية ‏ للكتلة البرلمانية حزب الإصلاح الكندي.